# 宮下貴浩
宮下 貴浩（みやした たかひろ、1981年2月27日 - ）は、日本の俳優、舞台プロデューサー。長野県松本市出身。ルビーパレード所属。

## 略歴
- 2011年より、劇団居酒屋ベースボール所属にしていたが、2016年に同劇団は休団、2018年に解散を発表。
- 2015年から、女優の水野美紀との演劇ユニット「かくたすのいるところ」としても活動している。[1][2]
- 2015年の劇団本公演3ヶ月22作品ロングラン公演では、3ヶ月で12作品に出演し、その年、21作品の舞台に出演した。
- 近年では、プロペラ犬『珍渦虫』スズナリ、[3]などに出演し、『嘘つき歌姫』、『月の兎』、『東京のぺいん』などで主演を務めた。
- 福澤重文・宮下貴浩×劇作家では、第一回公演に作・演出をブラジリィ・アン・山田を招き、新作となる『ありふれた関係』を上演。
- ホリ・エージェンシー所属の植木祥平との二人芝居『されど、』では水野美紀・高橋努・えのもとぐりむの三人が脚本として参加し話題を集め、[4]2017年8月に、東京ダイナマイト松田大輔とW主演、ヒロインに奥仲麻琴を迎え『されど、もとより、あるかなた、』を上演。
- 唐橋充との共同プロデュース企画『百年の虎独』では出演の他、唐橋と共に演出も担当した[5]。
- 2018年7月、PFH Entertainment所属。2021年退所。
- 2018年11月には、福澤重文・宮下貴浩×劇作家 第二回公演にて、第35回 向田邦子賞を受賞した東京マハロの矢島弘一を招き、新作書き下ろし作品『実は素晴らしい家族ということを知ってほしい』を上演。ゲストには佐津川愛美・安里勇哉・山下容莉枝などが出演。[6]
- 2020年4月29日、脚本家矢島弘一と劇団共働きを立ち上げた事をTwitterにて報告。
- 2021年9月、ルビーパレード所属。
- 2021年10月、水野美紀×矢島弘一『２つの「ヒ」キゲキ』では企画・プロデューサー・出演。
- 2022年12月、水野美紀が主宰を務めるプロペラ犬第8回公演では出演のほか、プロデューサーとしても参加。

## 人物
東京都市大学塩尻高等学校卒業。上京後、ロックバンドMister howls（ミスターハウルズ）として活動し、インディーズにてアルバム「Desperado」をリリースしている。「TAKAHIROMIYASHITA The SoloIst.」デザイナーの宮下貴裕と同姓同名である。特技は野球、サッカー、ビリヤード、口笛、のどごし。犬、猫が好きで、特にラブラドール・レトリバーが好きと答えている。　

## 出演作品

### テレビドラマ
- 2013年7月　テレビ東京 「ウルトラマンギンガ」第4話ゲスト - カメラマン 役
- 2017年9月　テレビ東京「100万円の女たち」 - 犯人 役
- 2017年11月　テレビ東京「下北沢ダイハード」最終話 - ノリオ 役[7]
- 2018年7月　BSジャパン「グッド・バイ」レギュラー - 謎の文豪 役[8]
- 2018年9月　日本テレビ「高嶺の花」第9話 - チンピラ 役
- 2018年11月  テレビ朝日「相棒17」第5話 - 金髪メガネの男 役
- 2019年1月  テレビ東京「三匹のおっさんリターンズ！平成ラストの大暴れ＆悪党まとめて大成敗SP！」 - 沢渡 役
- 2019年2月  テレビ朝日「私のおじさん〜WATAOJI〜」第7話 - サラリーマン 役
- 2019年3月  テレビ東京 開局55周年特別企画ドラマスペシャル 山崎豊子原作「二つの祖国」 - 壇吉 役
- 2019年7月  BSテレ東 土曜ドラマ9「W県警の悲劇」 - 刑事 役
- 2020年7月  日本テレビ 金曜ロードSHOW！映画公開記念‼︎「今日から俺は!!」スペシャル - 理子とぶつかる男 役
- 2023年2月  テレビ朝日 金曜ナイトドラマ「リエゾン -こどものこころ診療所-」第4話 - 今川 役
- 2023年5月  日本テレビ ドラマ「あいつが上手で下手が僕でシーズン2」第4話 - 佐々木 役
- 2023年6月  テレビ朝日「ダブルタップミステリー」第9話 - 田尻 役
- 2023年11月 NHK総合「ミワさんなりすます」第18話、第19話 - 関口 役
- 2024年3月2日 - 16日 イミコワ考察ミステリー 不気味な答え「デスゲーム」（テレビ朝日） - 杉本樹 役
- 2024年7月 TBS 金曜ドラマ「笑うマトリョーシカ」第2話 - YouTuber役
- 2024年10月  NHK総合 土曜ドラマ「3000万」[9]第2話・第7話 - 佐藤 役
- 2024年12月 BS日テレ「0.5D」[10]- 巻部 役
- 2024年11月17日・12月1日「バントマン」第6話・第8話（東海テレビ・フジテレビ系） - 北村将 役[11]
- 2024年12月 フジテレビ「世にも奇妙な物語’24 冬の特別編」「フリー」 - クライアント 役
- 私の知らない私 第5話（2025年2月6日、読売テレビ・日本テレビ） - 中道 役[12]
- 天久鷹央の推理カルテ 第1話（2025年4月22日、テレビ朝日） - 岡崎翔太 役[13]

### 配信ドラマ
- 2021年 U-NEXT「列島制覇―非道のうさぎー」監督 内田英治
- 2022年 Netflix「新聞記者」第6話　監督：藤井道人
- 2022年　NUMA「お國-オクニ-」全4話　脚本・演出：木村好克 - 南杜 役
- 2023年　Huluオリジナルストーリー「大病院占拠前 the night before」 - 根室 役

### 映画
- 2016年「ソーリーベイベー」 監督 田村専一[14]

- 2016年「光と血」監督 藤井道人

- 2018年「あり。」監督 田村専一

- 2021年「 浜の朝日の嘘つきどもと」監督 タナダユキ

- 2023年『ゲネプロ★7』監督 堤幸彦

- 2024年『to I』監督 池田圭　※国際短編映画祭『ショートショート フィルムフェスティバル ＆ アジア2024』にて上映

- 2024年『追想ジャーニー リエナクト』監督 谷健二

### 情報・バラエティ
- 2017年9月　NHK「スタジオパークからこんにちは」水野美紀出演回ゲスト

### CD / PV
- 2014年4月　Mister howls「Desperado」

### 舞台
- 2011年3月～2016年1月　 劇団居酒屋ベースボール本公演＆プロデュース公演全作品出演

2012年
- 2012年8月 IZABELL番外公演『八月のシャハラザード』作・演出　高橋いさを @下北沢Geki地下Liberty
- 2012年12月 ネコ脱出『のど自慢』作・演出　高倉良文 @下北沢「劇」小劇場

2014年
- 2014年4月 劇団BOOGIE★WOOGIE『真夏の夜の夢』作　W・シェイクスピア　演出　小川信太郎 @日暮里D倉庫
- 2014年12月 『百年の虎独』作・演出　ミシエル・カーラー(唐橋充) @下北沢Geki地下Liberty

2015年
- 2015年7月 かくたすのいるところ『オオカミとイヌ』作　水野美紀・えのもとぐりむ　演出　水野美紀 @下北沢シアター711

2016年
- 2016年2月 キャットミント隊『アンジェラ』作 キタムラトシヒロ @新宿村LIVE
- 2016年3月 かくたすのいるところ『アンダードッグ』作　水野美紀・えのもとぐりむ　演出　水野美紀 @下北沢B1
- 2016年4月 Pay It Forward Project『ヨミガエラセ屋』作・演出　松本陽一 @新宿村LIVE
- 2016年4月 ぐりむの法則『ソウサイノチチル』名古屋公演  作・演出　えのもとぐりむ  @愛知芸術劇場
- 2016年5月 L&L企画『お子さまランチ』作・演出　えのもとぐりむ @ BOX in BOX THEATER
- 2016年6月 コノエノ！『エリコ・オブ・ザ・デッド』作  木乃江祐希     演出　えのもとぐりむ    マジック監修　RYOTA  @下北沢シアター711
- 2016年8月 植木祥平×宮下貴浩 二人芝居『されど、』作  水野美紀・えのもとぐりむ・高橋努     演出  私オム    演出監修　水野美紀  @下北沢Geki地下Liberty
- 2016年8月 劇団たいしゅう小説家『湯もみガールズⅢ』作・演出  高梨由  @大塚萬劇場
- 2016年9月 キャットミント隊『人魚外伝』作・演出  拝田ちさと @シアターサンモール
- 2016年10月 プロペラ犬『珍渦虫』作  連行おい     演出  水野美紀  @下北沢ザ・スズナリ
- 2016年12月 ぐりむの法則『東京のぺいん -broken dreams-』作・演出　えのもとぐりむ @新宿村LIVE
- 2016年12月 宮下貴浩×私オム『蛇の亜種2016』作 えのもとぐりむ　演出  私オム  @下北沢Geki地下Liberty

2017年
- 2017年2月 ぐりむの法則『嘘つき歌姫』作・演出　えのもとぐりむ @シアターサンモール
- 2017年4月 ぐりむの法則『ソウサイノチチル』作・演出　えのもとぐりむ @新宿村LIVE[15]
- 2017年6月 福澤重文・宮下貴浩×劇作家『ありふれた関係』作・演出　ブラジリィ・アン・山田  @下北沢Geki地下Liberty
- 2017年8月 『されど、もとより、あるかなた、』作・演出　えのもとぐりむ @下北沢Geki地下Liberty
- 2017年9月 唐橋充×宮下貴浩『百年の虎独』作　ミシエル・カーラー　演出　唐橋充・宮下貴浩 @下北沢Geki地下Liberty
- 2017年10月 『MOTHER マザー～特攻の母 鳥濱トメ物語～』作・演出　藤森一朗 @新国立劇場
- 2017年11月 ぐりむの法則『月の兎』作・演出　えのもとぐりむ @中野MOMO
- 2017年12月 ぐりむの法則『東京のぺいん -over work-』作・演出　えのもとぐりむ @CBGKシブゲキ!!
- 2017年12月 宮下貴浩×私オム『蛇の亜種2017』作 えのもとぐりむ　演出  私オム  @下北沢Geki地下Liberty

2018年
- 2018年1月 MILE STONE『SHIT AND LOBSTER』作 御笠ノ忠次　演出  石毛元貴  @吉祥寺シアター
- 2018年5月 アンミカ case.1『unravel』作 菊川はる　演出  私オム @新宿村LIVE
- 2018年5月 Stage Project ILLUMINUS『家族のはなし』原作：鉄拳　作・演出  吉田武寛  @ＩＭＡホール - 小林 役
- 2018年6月 宮下貴浩×私オム『蛇の亜種』作 えのもとぐりむ　演出  私オム  @シアターサンモール[16]
- 2018年9月 オムイズムvol.1『ファミレス』作・演出  私オム  @中目黒ウッディシアター
- 2018年11月 福澤重文・宮下貴浩×劇作家 第二回公演『実は素晴らしい家族ということを知ってほしい』作・演出　矢島弘一  @新宿シアターモリエール

2019年
- 2019年1月 オムイズムvol.2『園園』作・演出  私オム  @北沢タウンホール
- 2019年2月 『泪橋ディンドンバンド3 ～泥まみれの月～』作・演出   堤泰之  @銀座博品館劇場
- 2019年4月 劇団CATMINT『所以～ill luck syndrome～』作・演出   拝田ちさと  @赤坂RED/THEATER
- 2019年5月 宮下貴浩×私オム『お部屋のお話』作・演出   私オム  @シアターサンモール
- 2019年7月 『古～inishie～』作 池谷雅夫　演出  私オム  @シアターサンモール
- 2019年10月 『ハリトビ』作・演出　堤泰之  @シアターサンモール
- 2019年11月 福澤重文・宮下貴浩×劇作家 第三回公演『とても親密な見知らぬ人』作・演出　水野美紀  @新宿シアターモリエール

2020年
- 2020年3月 東京マハロ 第23回公演『彼の名はレオナルド』／『あるいは真ん中に座るのが俺』作・演出　矢島弘一  @赤坂RED/THEATER
- 2020年9月 東京マハロ 第24回公演『○○ちゃんが好きなのよ』作・演出　矢島弘一  @東京芸術劇場シアターウエスト
- 2020年12月 宮下貴浩×私オム『ぶきような嘘』作・演出   私オム  @シアターサンモール

2021年
- 2021年1月 『怪盗探偵 山猫 the stage』原作：神永学　作・演出　私オム　@ヒューリックホール東京
- 2021年4月 舞台「五月雨」　作・演出：私オム 総合演出：舘そらみ @シアターサンモール[17][18] - 気賀先生 役
- 2021年6月 舞台『白からはじまる世界』作・演出　矢島弘一  @シアターサンモール
- 2021年10月 水野美紀×矢島弘一『２つの「ヒ」キゲキ』作・演出　水野美紀・矢島弘一  @新国立劇場
- 2021年11月 宮下貴浩×私オム 10周年舞台『あれから』作・演出   私オム  @シアターサンモール
- 2021年12月 舞台「あいつが上手で下手が僕で」
  - 12月9日 - 17日、かつしかシンフォニーヒルズモーツァルトホール
  - 12月23日 - 26日、東大阪市文化創造館 Dream House 大ホール

2022年
- 2022年1月 『怪盗探偵 山猫 the stage～船上の狂想曲～』脚本：神永学　演出　私オム　@大手町三井ホール
- 2022年4月 東京マハロ 第25回公演『あの日わたしをはだかにして』作・演出　矢島弘一  @東京芸術劇場シアターウエスト
- 2022年6月 ワーキング・ステージ『ビジネスライクプレイ2』脚本・演出 川尻恵太 @新宿FACE - 七曲八郎役
- 2022年9月 『忘華〜ボケ〜』脚本・演出 私オム
  - 9月28日 - 10月2日、草月ホール
  - 10月8日 - 10日、ABCホール
- 2022年10月 宮下貴浩×私オムプロデュース第5回公演　舞台「極端な人たち」脚本・演出 私オム  ＠DDD AOYAMA CROSS THEATER
- 2022年12月　プロペラ犬　第8回公演「僕だけが正常な世界」　脚本・演出：水野美紀　＠東京芸術劇場シアターウエスト

2023年
- 2023年3月 宮下貴浩×私オム プロデュース 第6回公演「わかば自動車教習所で恋を学ぶ」脚本・演出：私オム ＠シアターサンモール
- 2023年5月 東京マハロ第26回公演「母も宇宙もフェミニストも」脚本・演出：矢島弘一@新宿シアタートップス
- 2023年7月 舞台「1993-The Bang Bang Club-」脚本：鈴木智晴　演出：扇田賢 @俳優座劇場
- 2023年8月 一騎打ちProject 舞台「蝉灯す」脚本・演出 私オム @草月ホール-W主演
- 2023年10月 舞台「回路」脚本・演出：私オム ＠シアターサンモール[19]

2024年
- 2024年3月 東京マハロ リバイバル公演　produce by テッコウショ「実は素晴らしい家族ということを知ってほしい」脚本・演出：矢島弘一 @シアター711
- 2024年6月 宮下貴浩×私オム『愚れノ群れ』脚本・演出 私オム @シアターサンモール[20]
- 2024年10月 宮下貴浩×私オム プロデュース第8回公演『月農』脚本・演出 私オム @シアターサンモール[21]
- 2024年10月 一騎討ちProject 第7弾公演 舞台『オサエロ -2024-』脚本・演出：藤森一朗 @こくみん共済 coop ホール/スペース・ゼロ 他[22]

2025年
- 2025年5月 東京マハロリバイバル公演 第3弾公演 「明日、泣けない女/昨日、甘えた男 2025」脚本・演出：矢島弘一 @シアターサンモール[23]
- 2025年8月 - 10月 舞台『ある日、ある時、ない男。』脚本・演出：西田征史 @東京グローブ座 他[24]

### 他
LIVE
- 2012年8月　JCI (公益社団法人 東京青年会議所) 野外イベント『SHINJYUKU SMILE』に出演 @新宿駅前ステーションスクエア
- 2014年4月　Mister howlsレコ発ワンマンライブ『Most Awkward Howl』 @ ROCK JOINT GB
- 2014年5月　OTOMINATO’14 ～横浜音楽祭～ @ BaySide Yokohama

渋谷Club Asia など

## プロデュース公演
- 2016年8月 植木祥平×宮下貴浩 二人芝居『されど、』作  水野美紀・えのもとぐりむ・高橋努     演出  私オム    演出監修　水野美紀  @下北沢Geki地下Liberty
- 2017年6月 福澤重文・宮下貴浩×劇作家『ありふれた関係』作・演出　ブラジリィ・アン・山田  @下北沢Geki地下Liberty
- 2017年9月 唐橋充×宮下貴浩『百年の虎独』作　ミシエル・カーラー　演出　唐橋充・宮下貴浩 @下北沢Geki地下Liberty
- 2018年6月 宮下貴浩×私オム プロデュース 第1回公演『蛇の亜種』作 えのもとぐりむ　演出  私オム  @シアターサンモール[25]
- 2018年11月 福澤重文・宮下貴浩×劇作家 第二回公演『実は素晴らしい家族ということを知ってほしい』作・演出　矢島弘一  @新宿シアターモリエール
- 2019年5月 宮下貴浩×私オム プロデュース 第2回公演『お部屋のお話』作・演出   私オム  @シアターサンモール
- 2019年11月 福澤重文・宮下貴浩×劇作家 第三回公演『とても親密な見知らぬ人』作・演出　水野美紀  @新宿シアターモリエール
- 2020年12月 宮下貴浩×私オム プロデュース 第3回公演『ぶきような嘘』作・演出   私オム  @シアターサンモール
- 2021年4月 舞台「五月雨」　作・演出：私オム 総合演出：舘そらみ @シアターサンモール[26][27]
- 2021年6月 舞台『白からはじまる世界』作・演出　矢島弘一  @シアターサンモール
- 2021年10月 水野美紀×矢島弘一『２つの「ヒ」キゲキ』作・演出　水野美紀・矢島弘一  @新国立劇場
- 2021年11月 宮下貴浩×私オム プロデュース 第4回公演 10周年舞台『あれから』作・演出   私オム  @シアターサンモール
- 2022年9月 『忘華〜ボケ〜』脚本・演出 私オム ※プロデュース協力
  - 9月28日 - 10月2日、草月ホール
  - 10月8日 - 10日、ABCホール
- 2022年10月 宮下貴浩×私オム プロデュース第5回公演　舞台「極端な人たち」脚本・演出 私オム  ＠DDD AOYAMA CROSS THEATER
- 2022年12月　プロペラ犬　第8回公演「僕だけが正常な世界」　脚本・演出：水野美紀　＠東京芸術劇場シアターウエスト
- 2023年3月 宮下貴浩×私オム プロデュース 第6回公演「わかば自動車教習所で恋を学ぶ」脚本・演出：私オム ＠シアターサンモール
- 2023年8月 一騎打ちProject 舞台「蝉灯す」脚本・演出 私オム @草月ホール※プロデュース協力
- 2023年11月 舞台「白虎隊 ザ・アイドル」脚本・演出：岡本貴也 ＠シアターサンモール [28]
- 2024年6月 宮下貴浩×私オム プロデュース第7回公演『愚れノ群れ』脚本・演出 私オム @シアターサンモール[29]
- 2024年10月 宮下貴浩×私オム プロデュース第8回公演『月農』脚本・演出 私オム @シアターサンモール[30]
- 2025年6月 宮下貴浩×私オム プロデュース第9回公演 舞台『霧』脚本・演出 私オム @シアターサンモール[31]